# Velîke Verbce, Sarnî
Velîke Verbce (în ucraineană Велике Вербче) este localitatea de reședință a comunei Velîke Verbce din raionul Sarnî, regiunea Rivne, Ucraina.

## Demografie
Componența lingvistică a localității Velîke Verbce
     Ucraineană (99,63%)
     Alte limbi (0,37%)
Conform recensământului din 2001, majoritatea populației localității Velîke Verbce era vorbitoare de ucraineană (99,63%), existând în minoritate și vorbitori de alte limbi.